# Вишгород-ДВС (стоянка)
Стоянка Вишгород-ДВС — середньокам'яна стоянка, розташована біля міста Вишгород і селища ДВС.

## Дослідження
Досліджена Дмитром Телєгіним у 1954 році на території Дніпровської водонапірної станції на північній околиці Києва.
Розташована на краю піщаної тераси, в 25 м над заплавою правого берега Дніпра. У видувах, на площі близько 100 м² зібрано значний кремінний матеріал.
Культурний шар стоянки залягав в середній і верхній частині жовто-бурого піску (підґрунті), на глибині близько 1 м від сучасної поверхні. У культурному шарі, крім крем'яних виробів, відзначена деяка кількість кальцинованих кісточок і шматків перепаленого граніту. Ймовірно, що в розкопі досліджено тільки край стоянки, значна частина якої вже була розвіяна.
Стоянка Вишгород-ДВС була віднесена Дмитром Телегіним до рудоострівської групи Дніпро-прип'ятської культури. Згодом рудоострівська група була виділена у окрему археологічну культуру.

## Інвентар
На стоянці зібрано близько 1300 крем'яних виробів, в тому числі кілька десятків знарядь. Виявлено 4 нуклеподібні уламки й близько 100 ножеподібних пластин середніх і малих розмірів. Н
Найчисленніші скребки, третина яких виготовлена з пластин, та інші — зі сколів. Скребки зі сколів округлі в плані та іноді підокруглі.
Різців виділено лише два, що виготовлені зі сколів шляхом нанесення відколів на одному з кутів.
Знайдено 11 мікролітів, серед яких 7 трапецій і 4 яніславицькі вістря. Трапеції подовжених і високих пропорцій, одна з яких виготовлена зі сколу.
Знайдено 10 невеликих розмірів мікрорізців, що мають на кінці з боку спинки пластини ретушовану виїмку. В одному випадку вдалося підібрати мікрорізець до зламу косого вістря.
Деякою особливістю знахідок стоянки ДВС є присутність двох примітивних наконечників стріл підтрикутної форми. Виготовлені вони зі сколів крутою, крайовою ретушшю.
У видуві на площі стоянки виявлено тальковий «човник» або «праску» подовженої човникової форми з обрізаними кінцями і глибоким поперечним жолобком. Його поверхня покрита різьбленим візерунком.
Серед великих крем'яних виробів є одна примітивна сокира з перехопленням, виготовлена з великого, трикутного в плані уламка кременю. Для леза використано край уламка, по виступу спинки знарядь в його середній частині нанесені відколи для його стоншення.